# Jonathan Perlaza
Jonathan Perlaza (Guayaquil, Ecuador; 13 de septiembre de 1997) es un futbolista ecuatoriano. Juega de centrocampista y su equipo actual es el Querétaro Fútbol Club de la Primera División de México.

## Estadísticas

### Clubes
Actualizado al último partido disputado el 2 de agosto de 2025.
| Rocafuerte F. C. · Ecuador | 3.ª                 | 2014                | 20  | 0  | — | — | —  | — | 20  | 0  |
| Rocafuerte F. C. · Ecuador | 3.ª                 | 2015                | 6   | 0  | — | — | —  | — | 6   | 0  |
| Rocafuerte F. C. · Ecuador | Total club          | Total club          | 26  | 0  | 0 | 0 | 0  | 0 | 26  | 0  |
| Guayaquil Sport · Ecuador  | 3.ª                 | 2016                | 28  | 3  | — | — | —  | — | 28  | 3  |
| Guayaquil Sport · Ecuador  | Total club          | Total club          | 28  | 3  | 0 | 0 | 0  | 0 | 28  | 3  |
| Guayaquil City · Ecuador   | 1.ª                 | 2017                | 1   | 0  | — | — | —  | — | 1   | 0  |
| Guayaquil City · Ecuador   | 1.ª                 | 2018                | 24  | 3  | — | — | —  | — | 24  | 3  |
| Guayaquil City · Ecuador   | 1.ª                 | 2019                | 29  | 2  | 3 | 1 | —  | — | 32  | 3  |
| Guayaquil City · Ecuador   | Total club          | Total club          | 54  | 5  | 3 | 1 | 0  | 0 | 57  | 6  |
| Querétaro F. C. · México   | 1.ª                 | 2019-20             | 7   | 0  | — | — | —  | — | 7   | 0  |
| Querétaro F. C. · México   | 1.ª                 | 2020-21             | 4   | 0  | — | — | —  | — | 4   | 0  |
| Barcelona S. C. · Ecuador  | 1.ª                 | 2021                | 18  | 0  | 2 | 0 | 7  | 1 | 27  | 1  |
| Barcelona S. C. · Ecuador  | 1.ª                 | 2022                | 31  | 1  | 1 | 0 | 9  | 0 | 41  | 1  |
| Barcelona S. C. · Ecuador  | Total club          | Total club          | 49  | 1  | 3 | 0 | 16 | 1 | 68  | 2  |
| Querétaro F. C. · México   | 1.ª                 | 2022-23             | 13  | 0  | — | — | —  | — | 13  | 0  |
| Querétaro F. C. · México   | 1.ª                 | 2023-24             | 4   | 0  | — | — | 5  | 0 | 9   | 0  |
| Querétaro F. C. · México   | 1.ª                 | 2024-25             | 14  | 0  | — | — | 1  | 0 | 15  | 0  |
| Querétaro F. C. · México   | 1.ª                 | 2025-26             | 2   | 1  | — | — | 1  | 0 | 3   | 1  |
| Querétaro F. C. · México   | Total club          | Total club          | 44  | 1  | 0 | 0 | 7  | 0 | 51  | 1  |
| Total en su carrera        | Total en su carrera | Total en su carrera | 201 | 10 | 6 | 1 | 23 | 1 | 230 | 12 |
| 1. 2.                      |                     |                     |     |    |   |   |    |   |     |    |